# Distribuição de energia elétrica

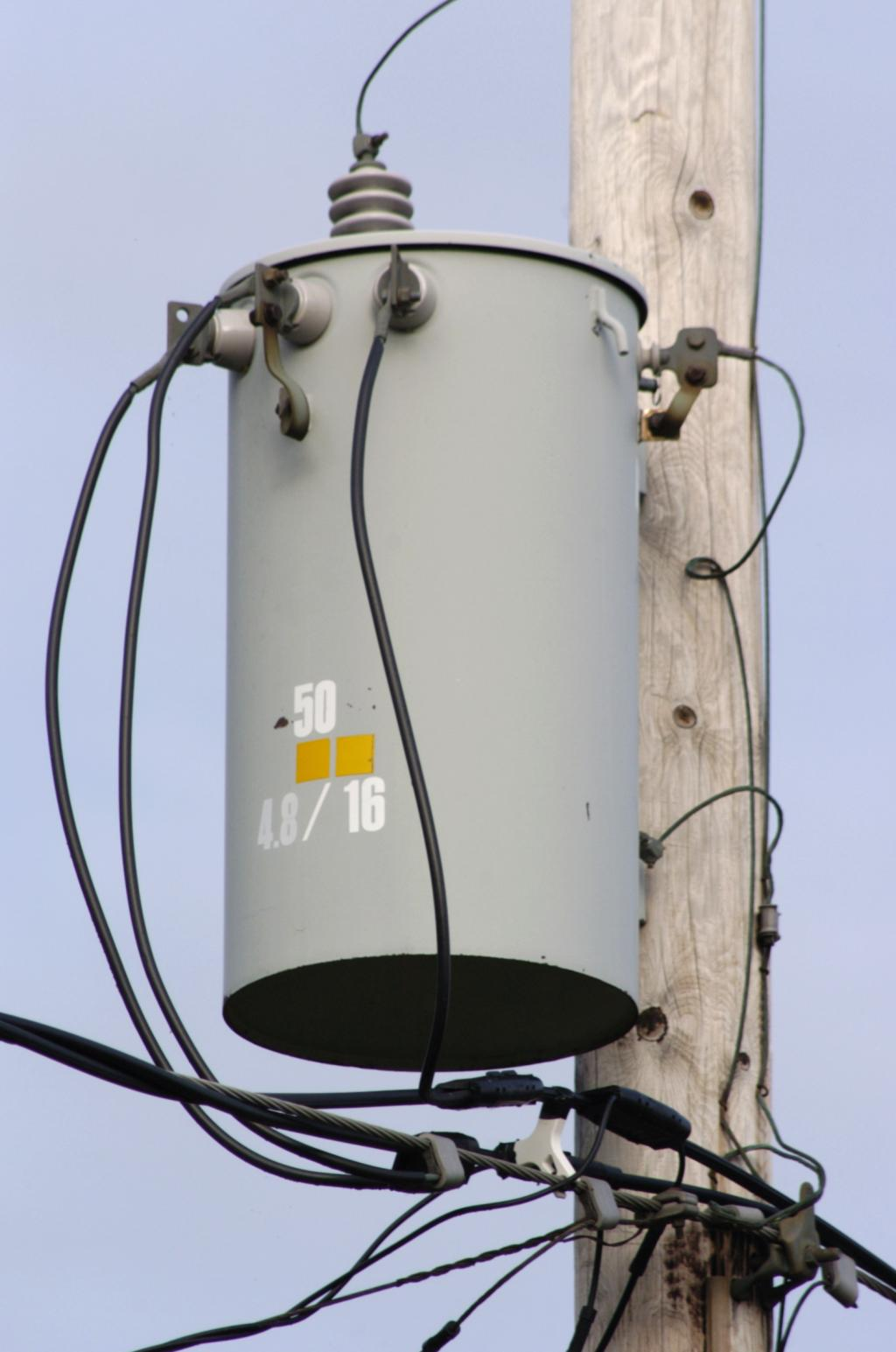
Um transformador de distribuição de 50 kVA

Em engenharia eletrotécnica, distribuição de energia elétrica ou distribuição de eletricidade é a etapa final no fornecimento de energia elétrica; é a parte do sistema elétrico ligado ao subsistema de transmissão, através do qual faz-se a entrega da energia elétrica aos consumidores,[carece de fontes?] tendo início numa subestação (distribuição primária em média tensão) ou num posto de transformação (distribuição secundária em baixa tensão). Na prática é visível através de ramificações de cabos elétricos ao longo de ruas, levando a energia aos consumidores conectados ao sistema elétrico.
As subestações de distribuição ligam-se ao  sistema de transmissão e reduzem[carece de fontes?] a tensão de transmissão para uma tensão média entre 2 kV e 35 kV com o uso dos transformadores. As linhas de distribuição primária transportam a média tensão até aos transformadores de distribuição localizados próximos às instalações do cliente. Transformadores de distribuição novamente diminuem esta tensão para a sua utilização por eletrodomésticos e normalmente alimentam vários clientes através de linhas de distribuição secundária com níveis de baixa tensão.[carece de fontes?] Clientes comerciais e residenciais estão conectados às linhas de distribuição secundária por meio de quedas de serviço. Os clientes que exigem uma quantidade muito maior de energia (clientes industriais) podem ser conectados diretamente ao nível de distribuição primária ou ao nível de subtransmissão.
A distribuição de energia elétrica e outros processos ligados a este sistema são de responsabilidade das empresas de distribuição local, e pode ser feita através de redes aéreas usando postes, isto é normal em zonas rurais e suburbanas, ou redes subterrâneas, em que cabos elétricos são instalados sob o solo no interior de dutos subterrâneos, isto é comum em zonas urbanas e zonas rurais em que os regulamentos de segurança exijam.

## História

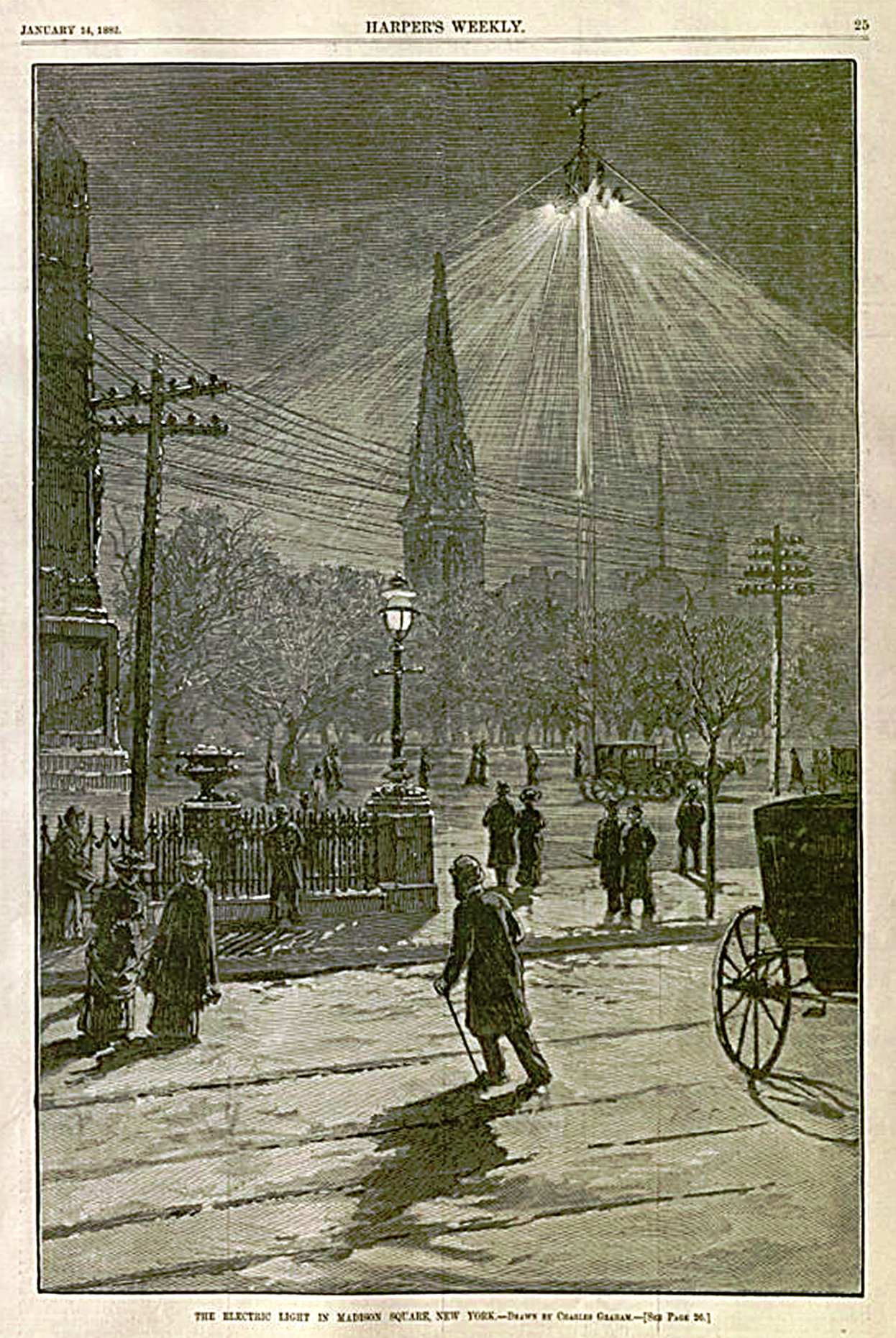
Sistema instalado em 1880 em cidade de Nova Iorque pela Brush Electric Company.

A distribuição de energia elétrica só se tornou necessária na década de 1880, quando a eletricidade começou a ser gerada em centrais elétricas. Antes disso, a eletricidade era geralmente gerada onde era usada. Os primeiros sistemas de distribuição de energia instalados em cidades europeias e norte-americanas foram utilizados para fornecer iluminação: iluminação de arco funcionando em corrente alternada (AC) ou corrente contínua (DC) de alta tensão e iluminação incandescente em baixa tensão (100 volts) de corrente contínua. Ambos estavam suplantando os sistemas de iluminação a gás, com iluminação de arco adquirindo grande área/iluminação pública e iluminação incandescente substituindo gás para iluminação comercial e residencial.
Devido às altas tensões utilizadas na iluminação de arco, uma única estação geradora poderia fornecer uma longa sequência de luzes, até 7 milhas (11 km), com circuitos longos, uma vez que a capacidade de um fio é proporcional ao quadrado da corrente que flui nela, cada duplicação da tensão permitiria que o cabo de mesmo tamanho transmitisse a mesma quantidade de eletricidade em quatro vezes a distância. Os sistemas de iluminação incandescente de interior em corrente contínua (por exemplo, a primeira estação Edison Pearl Street instalada em 1882) tiveram dificuldades em abastecer os clientes a mais de um quilômetro de distância devido à baixa tensão de 110 volts utilizada em todo o sistema, dos geradores até o uso final. O sistema Edison DC precisava de cabos condutores de cobre espessos, e as usinas de geração precisavam estar cerca de 2,4 km do cliente mais distante para evitar condutores excessivamente grandes e caros.

### Introdução do transformador de corrente alternada
Tentar entregar a eletricidade à longa distância em alta tensão e, em seguida reduzindo-a a uma fração de voltagem para iluminação, tornou-se um obstáculo para a engenharia reconhecida para a distribuição de energia elétrica, sem satisfação em soluções testadas por empresas de iluminação. Por volta de 1880, o desenvolvimento de transformadores de CA funcionais permitiram que a tensão fosse "elevada" a tensões de transmissão muito mais elevadas e então baixar a uma tensão usual pelo consumidor final. Com custos de transmissão muito mais baratos e as maiores economias de escala de ter grandes usinas de geração de cidades e regiões inteiras, o uso da CA se espalhou rapidamente.
Nos Estados Unidos, a competição entre corrente contínua e corrente alternada tomou uma viragem pessoal no final da década de 1880 sob a forma de uma guerra das correntes quando Thomas Edison começou a atacar George Westinghouse e seu desenvolvimento dos primeiros sistemas de transformadores de corrente alternada dos EUA. As mortes causadas por sistemas de alta tensão em CA ao longo dos anos e alegando que qualquer sistema CA era inerentemente perigoso. A campanha de propaganda de Edison durou pouco, com sua companhia mudando para a corrente alternada em 1892.
A corrente alternada tornou-se a forma dominante de transmissão de energia com inovações na Europa e nos EUA em projetos de motores elétricos e no desenvolvimento de sistemas universais projetados permitindo que o grande número de sistemas legados fossem conectados a grandes redes de corrente alternada.
Na primeira metade do século XX, a indústria de energia elétrica foi verticalmente integrada, o que significa que uma mesma empresa faz as três etapas - geração, transmissão e distribuição - e a medição e o faturamento correspondente.
A partir das décadas de 1970 e 1980, as nações iniciaram o processo de desregulamentação e privatização, levando a mercados de eletricidade. O sistema de distribuição permaneceria regulamentado, mas os sistemas de geração, e por vezes, de transmissão, foram transformados em mercados competitivos. Desfez-se a verticalização ocorrida no início do século XX e surgiram diversas empresas concorrentes fazendo uma única etapa da produção, a geração de energia, sendo a transmissão normalmente feita em sistemas de propriedade do Estado.

## Geração de eletricidade

Diagrama simplificado de distribuição de eletricidade a partir dos centros de produção até aos consumidores.
rect 2 243 235 438 Power station
rect 276 317 412 556 Transformador
rect 412 121 781 400 Transmissão de energia elétrica
rect 800 0 980 165 Transformer
desc bottom-left

A energia elétrica começa em uma estação geradora, onde a diferença de potencial pode ser tão alta quanto 13 800 volts. A corrente alternada é normalmente utilizada. Os utilizadores de grandes quantidades de energia de corrente contínua, tais como alguns sistemas de electrificação ferroviária, centrais telefónicas e processos industriais, tais como a fundição de alumínio, normalmente operam os seus próprios ou dispõem de equipamento de produção dedicado ou utilizam retificadores para derivar obter a corrente contínua da fonte de alimentação pública. No entanto, a CC de alta tensão pode ser vantajosa para isolar sistemas de corrente alternada ou controlar a quantidade de eletricidade transmitida. Por exemplo, a Hydro-Québec tem uma linha de corrente contínua que vai da região da baía James para Boston.
A partir da estação geradora, ela vai para o pátio da central elétrica, onde um transformador elevador aumenta a tensão para um nível adequado para transmissão, de 44 kV a 765 kV. Uma vez no sistema de transmissão, a eletricidade de cada estação geradora é combinada com a eletricidade produzida em outro lugar. A eletricidade é consumida assim que é produzida. Ele é transmitido a uma velocidade muito alta, próxima da velocidade da luz.

## Visão geral da distribuição

Plano de uma rede elétrica geral.

A transição da transmissão para a distribuição acontece em uma subestação de energia, que tem as seguintes funções:
- Os disjuntores e interruptores permitem que a subestação seja desconectada da rede de transmissão ou que as linhas de distribuição sejam desconectadas.
- Os transformadores diminuem as tensões de transmissão, 35 kV ou mais, até as tensões de distribuição primária. Estes são circuitos de média tensão, geralmente 1 000-35 000 V.[14]
- A partir do transformador, a energia vai para o barramento que pode dividir o poder de distribuição em várias direções. O barramento distribui a energia às linhas de distribuição, que direcionam-se para fora, isto é, aos clientes.

A distribuição urbana é principalmente subterrânea, às vezes em condutas de utilidade comuns. A distribuição rural é principalmente aérea com pólos de utilidade, e a distribuição suburbana é uma mistura. Mais próximo do cliente, um transformador de distribuição reduz a alimentação de distribuição primária para um circuito secundário de baixa tensão, geralmente 120 ou 240 V, dependendo da região. A energia vem ao cliente através de uma queda de serviço e um medidor de eletricidade. O circuito final em um sistema urbano pode ser inferior a 50 pés, mas pode ser mais de 300 metros para um cliente rural.

## Distribuição primária
As tensões de distribuição primária variam de 11 a 22 kV. Apenas os grandes consumidores são alimentados directamente a partir de tensões de distribuição. A maioria dos clientes de serviços públicos está conectada a um transformador, o que reduz a tensão de distribuição para a baixa tensão usada pelos sistemas de iluminação e cablagem interior.
A tensão varia de acordo com o seu papel no sistema de abastecimento e distribuição. De acordo com as normas internacionais, existem inicialmente dois grupos de tensão: baixa tensão (BT): até e incluindo 1 kV CA (ou 1,5 kV CC) e alta tensão (AT): acima de 1 kV CA (ou 1,5 kV CC).

### Configurações de rede

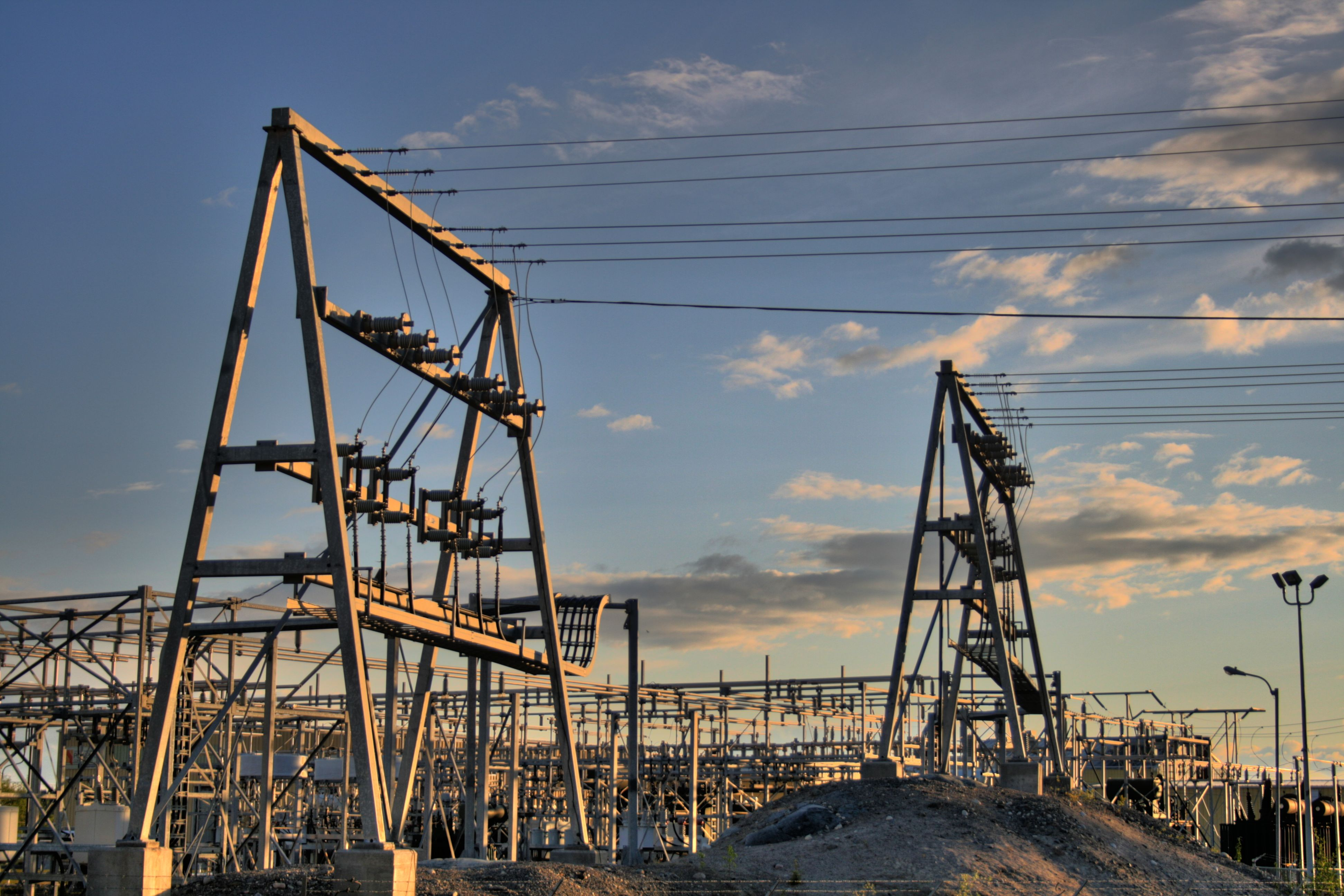
Subestação próximo de Yellowknife, Canadá.

As redes de distribuição são divididas em dois tipos, radiais e malhas. Um sistema radial é organizado como uma árvore onde cada cliente tem uma fonte de suprimento. Um sistema em malha tem múltiplas fontes de suprimento operando em paralelo. As malhas são usadas para cargas concentradas. Os sistemas radiais são comumente usados em áreas rurais ou suburbanas.
Os sistemas radiais geralmente incluem conexões de emergência onde o sistema pode ser reconfigurado em caso de problemas, como uma falha ou substituição necessária. Isto pode ser feito abrindo e fechando interruptores. Pode ser aceitável fechar uma abertura por um curto período de tempo.
Alimentadores longos experimentam queda de tensão (distorção do fator de potência), exigindo que os capacitores sejam instalados.
A reconfiguração, através da troca de ligações funcionais entre os elementos do sistema, representa uma das medidas mais importantes que podem melhorar o desempenho operacional de um sistema de distribuição. O problema da otimização através da reconfiguração de um sistema de distribuição de energia, em termos de sua definição, é um problema único histórico com restrições. Desde 1975, quando Merlin e Back introduziram a ideia de reconfiguração do sistema de distribuição para a redução da perda de potência ativa, até hoje muitos pesquisadores propuseram diversos métodos e algoritmos para resolver o problema de reconfiguração como um único problema objetivo. Alguns autores propuseram abordagens baseadas na optimalidade de Pareto (incluindo as perdas de energia ativa e os índices de confiabilidade como objetivos). Para este propósito, diferentes métodos de inteligência artificial foram utilizados: Microgenético, troca de filiais, otimização de enxame de partículas e algoritmo genético de classificação não-dominado.

### Serviços rurais
Os sistemas de eletrificação rural tendem a usar tensões de distribuição mais altas devido às distâncias mais longas cobertas pelas linhas de distribuição. A distribuição de 7,2; 12,47; 25 e 34,5 kV é comum nos Estados Unidos; 11 kV e 33 kV são comuns no Reino Unido, Austrália e Nova Zelândia; 11 kV e 22 kV são comuns na África do Sul. Outras tensões são usadas ocasionalmente. A distribuição em áreas rurais pode ser apenas monofásica, caso não seja econômico instalar energia trifásica para relativamente poucos e pequenos clientes.
Os serviços rurais normalmente tentam minimizar o número de postes e fios. O retorno de terra de fio único é o menos caro, com um fio. Usa tensões mais elevadas (que a distribuição urbana), que por sua vez permite o uso de arame de aço galvanizado. O arame de aço forte permite o espaçamento de pólo largo menos caro. Nas zonas rurais, um transformador de montagem em poste pode servir apenas um cliente.
A tensão trifásica com maior infraestrutura e custo mais elevado, proporciona maior eficiência de equipamentos e menor custo de energia para grandes instalações agrícolas, instalações de bombeamento de petróleo ou plantas aquáticas.
Na Nova Zelândia, na Austrália, em Saskatchewan, no Canadá, e na África do Sul os sistemas de retorno de terra de fio único são usados para eletrificar áreas rurais remotas.

## Distribuição secundária

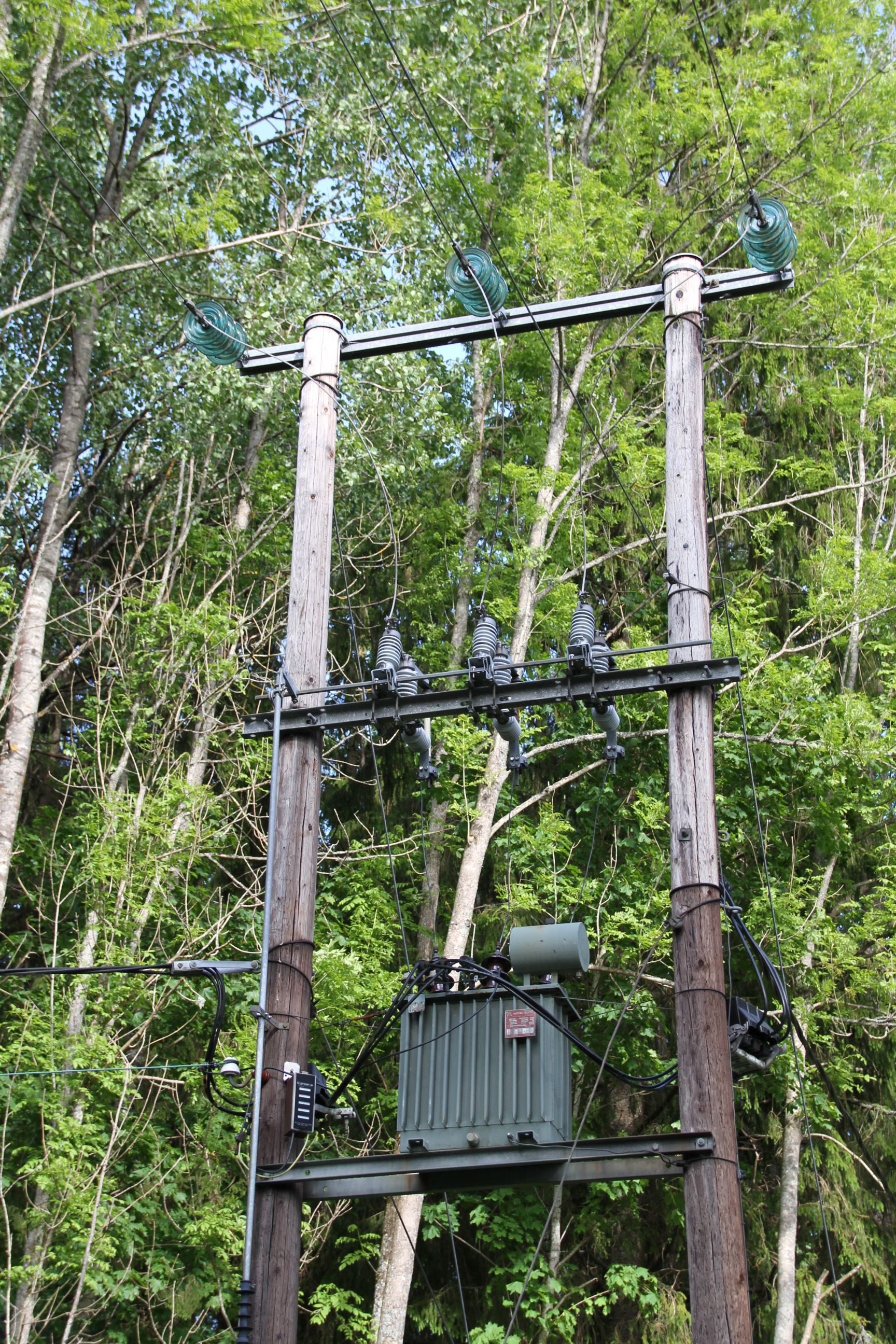
Um PT aéreo com transformador de distribuição trifásico de 23kV/240V

A electricidade é fornecida a uma frequência de 50 ou 60 Hz, dependendo da região e é entregue aos clientes domésticos como energia elétrica monofásica.
A distribuição secundária é constituída por:

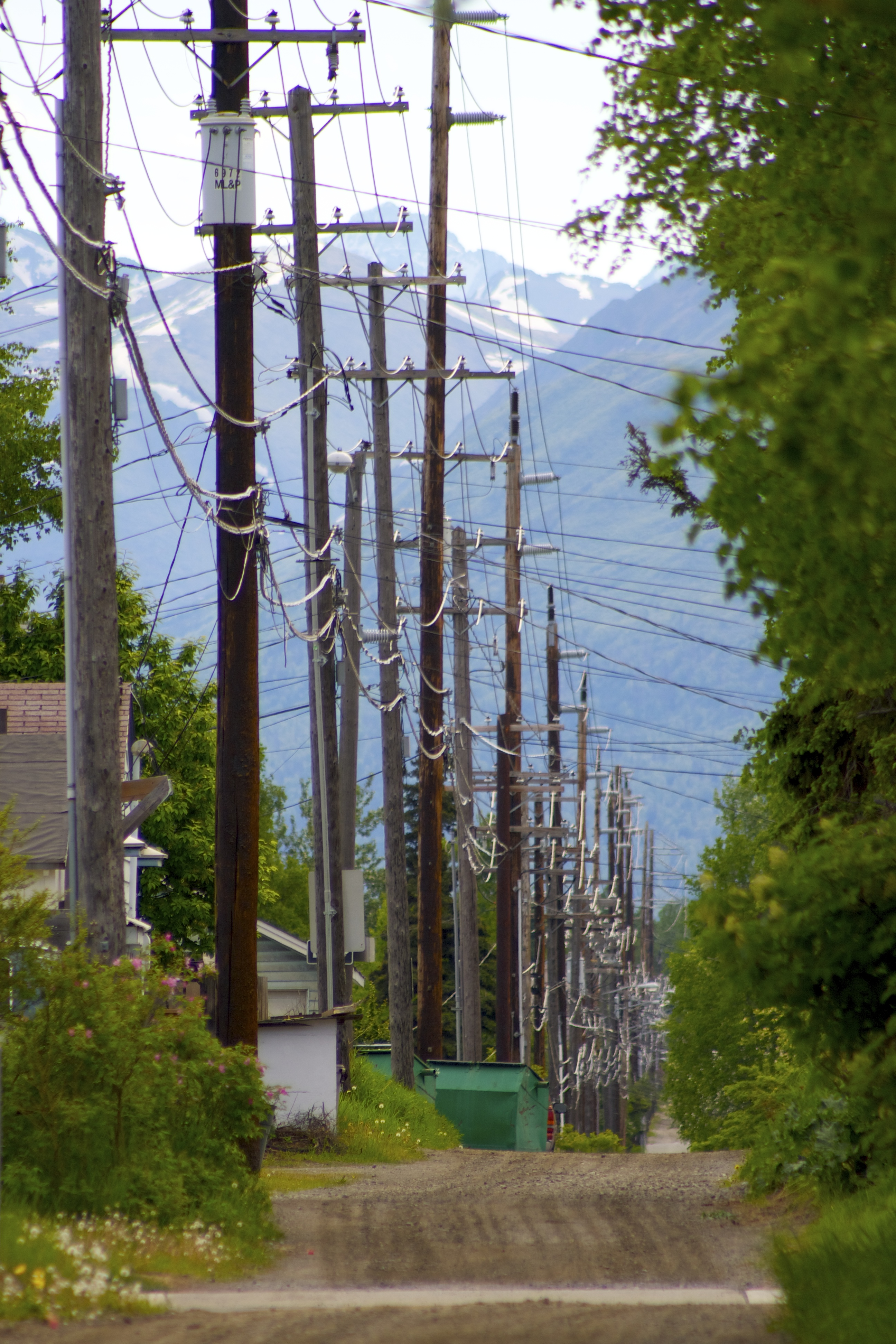
Distribuição de energia elétrica em BT.

- Distribuição de energia elétrica em BT.Parte da média tensão: onde fazem parte as barras de redistribuição e os respectivos aparelhos de comando, proteção e controle;
- Linhas de média tensão.
- Cabines de transformação média/baixa tensão, com os transformadores, aparelhos de comando e proteção;
- Linhas de baixa tensão (cabos aéreos isolados).[carece de fontes?]

Em alguns países, como na Europa, um fornecimento trifásico pode ser disponibilizado para propriedades maiores. Visto em um osciloscópio, a fonte de alimentação doméstica na América do Norte seria semelhante a uma onda senoidal, oscilando entre 170 V, dando uma tensão eficaz de 120 volts. A energia trifásica é mais eficiente em termos de potência fornecida por cabo utilizado e é mais adequada para a execução de grandes motores elétricos. Alguns grandes aparelhos europeus podem ser alimentados por energia trifásica, como fogões elétricos e secadores de roupas.
Uma ligação à terra é normalmente fornecida para o sistema do cliente, bem como para o equipamento de propriedade da empresa de utilidade pública. O propósito de conectar o sistema do cliente ao aterramento é limitar a tensão que pode se desenvolver se os condutores de alta tensão caírem sobre condutores de baixa tensão que normalmente são montados no chão ou se ocorrer uma falha dentro de um transformador de distribuição. Os sistemas de aterramento podem ser TT, TN-S, TN-C-S ou TN-C.

### Variações regionais

#### Sistemas 220-240 V
A maior parte do mundo usa 50 Hz, 220 ou 230 V monofásico, 400 V a 3 fases para serviços residenciais e industriais leves. Neste sistema, a rede de distribuição primária fornece algumas subestações por área, e a tensão de 230 V de cada subestação é distribuída diretamente. Um fio vivo (quente) e neutro são conectados ao edifício para cada fase do serviço trifásico. A distribuição monofásica é utilizada quando as cargas do motor são leves. Na Europa, a eletricidade é normalmente distribuída para uso industrial e doméstico pelo sistema trifásico de quatro fios. Isso dá uma tensão trifásica de 400 V, serviço e uma tensão monofásica de 230 V. No Reino Unido, uma subestação de baixa tensão urbana ou suburbana típica seria normalmente classificada entre 150 kVA e 1 MVA e abasteceria um bairro inteiro de algumas centenas de casas. Para clientes industriais, trifásico 690/400 V também está disponível, ou pode ser gerado localmente. Os grandes clientes industriais têm seus próprios transformadores com uma entrada de 11 kV a 220 kV.

#### Sistemas de 127-220 V

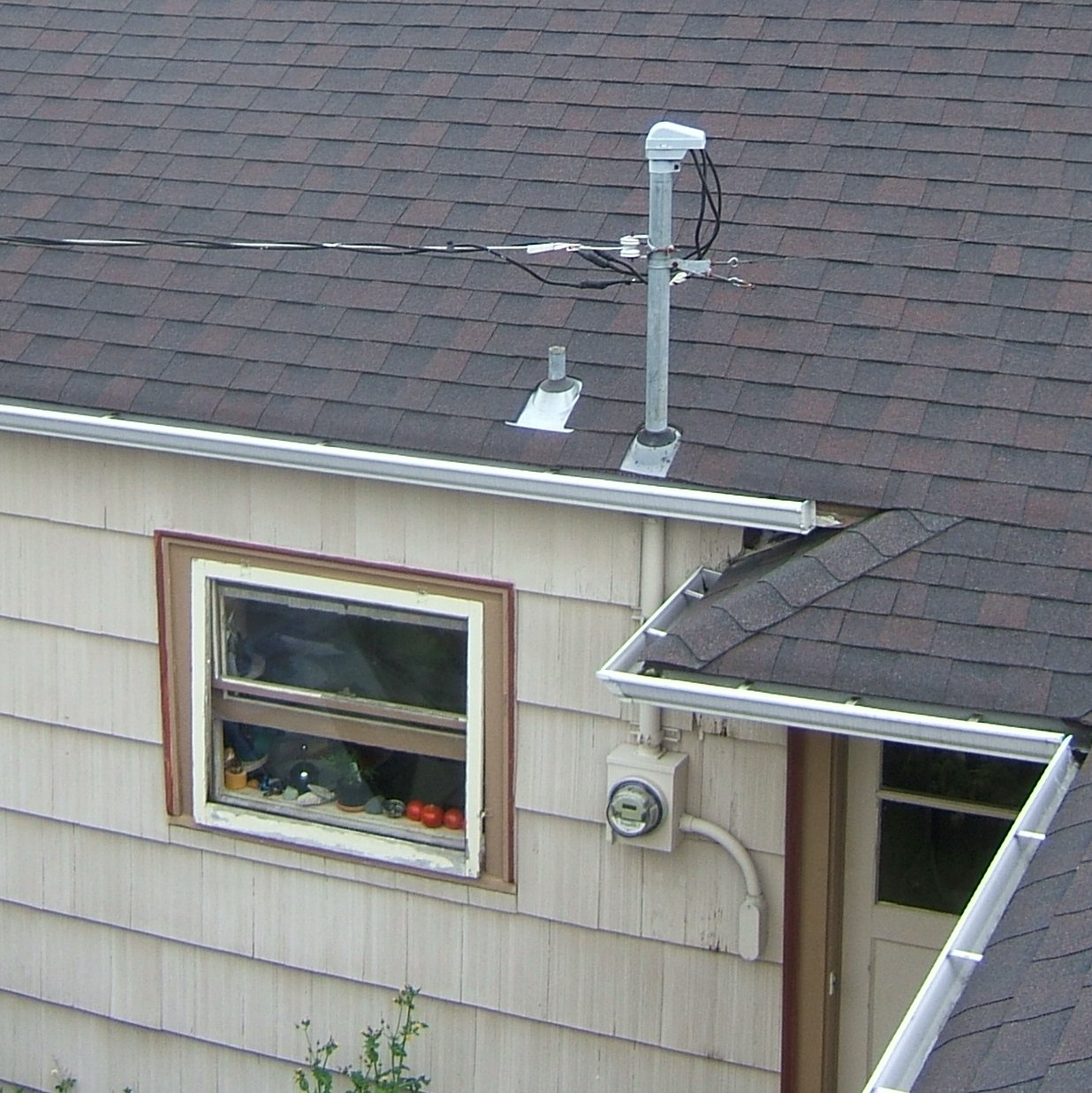
Recepção de energia elétrica através do Postolete em uma residência

A maioria das Américas usa 60 Hz CA, o sistema de fase dividida de 120/240 V internamente e três fases para instalações maiores. Em comparação com os sistemas europeus, os norte-americanos têm mais transformadores abaixadores perto dos clientes. Isto deve-se ao facto de a maior tensão doméstica utilizada na Europa (230 V vs 120 V) poder ser transportada numa distância maior com uma perda de potência aceitável. Os norte-americanos transformam habitualmente casas de força a 240 V, semelhante ao 230 V da Europa. É a fase dividida que permite o uso de 120 V em casa. Os transformadores fornecem realmente 240 V e não 120, assim que a potência pode ser carregada sobre uma distância maior.
As frequências de serviço do Japão são 50 Hz e 60 Hz.
No setor de eletricidade no Japão, as frequências padrão para CA são 50 e 60 Hz. No Japão partes do país usam 50 Hz, enquanto outras partes usam 60 Hz. Esta é uma relíquia dos anos 1800. Alguns provedores locais em Tóquio importaram equipamentos alemães de 50 Hz, enquanto os fornecedores locais de energia em Osaka trouxeram geradores de 60 Hz dos Estados Unidos. As grades cresceram até que finalmente todo o país foi ligado. Hoje a freqüência é de 50 Hz no Japão Oriental (incluindo Tóquio, Yokohama, Tohoku e Hokkaido) e 60 hertz no Japão Ocidental (incluindo Nagoya, Osaka, Kyoto, Hiroshima, Shikoku e Kyushu).

Frequências úteis em Japão são 50 Hz e 60 Hz.

A maioria dos aparelhos domésticos são feitos para trabalhar em qualquer frequência. O problema da incompatibilidade veio ao público quando o terremoto de 2011 Tōhoku e o tsunami derrubaram cerca de um terço da capacidade do leste, e a energia no oeste não pode ser compartilhado inteiramente com o leste, desde que o país não tem uma freqüência comum.
Existem quatro estações de conversão de corrente contínua de alta tensão que deslocam a energia através da frequência da fronteira do Japão. Shin Shinano é uma instalação de alta tensão em CC uma após uma no Japão, que forma uma das quatro estações de troca de freqüência que ligam as redes de energia ocidental e oriental do Japão. Os outros três estão em Higashi-Shimizu, Minami-Fukumitsu e Sakuma Dam. Juntos, eles podem transportar até 1,2 GW de potência para leste ou oeste.

#### Sistemas de 240 V e tomadas de 120 V
A maioria das casas norte-americanas modernas são conectadas para receber 240 V do transformador, e através do uso de energia elétrica de fase dividida, pode ter tanto receptores de 120 V e receptores de 240 V. 120 V é normalmente usado para iluminação e maioria das tomadas de parede. As tomadas de 240 V são geralmente colocadas onde o aquecedor de água e secador de roupas iria. Às vezes, uma tomada de 240 V é montada na garagem para máquinas ou para carregar um carro elétrico.

## Distribuição de Energia no Brasil
O serviço público de distribuição de energia elétrica no Brasil é realizado por concessionárias, permissionárias e autorizadas. Atualmente, temos 51 Concessionárias, 43 Permissionárias e 13 Autorizadas, totalizando 109 agentes, entre públicos, privados e de economia mista, atuando no mercado de distribuição.

Diferentes tensões (V) em cidades brasileiras:
115/230V - Split-phase
127/220V - Trifásico
220/380V - Trifásico
Sistemas híbridos

A distribuição se caracteriza como o segmento do setor elétrico dedicado à entrega de energia elétrica para um usuário final. Como regra geral, o sistema de distribuição pode ser considerado como o conjunto de instalações e equipamentos elétricos que operam, geralmente, em tensões inferiores a 230 kV, incluindo os sistemas de baixa tensão.
| Região       | Estado   | Empresa               | Empresa                                                    | Capital             |
| CENTRO OESTE | GO       | EQUATORIAL ENERGIA GO | Equatorial Energia Goiás                                   | Privado             |
| CENTRO OESTE | GO       | CHESP                 | Companhia Hidroelétrica São Patrício                       | Privado             |
| CENTRO OESTE | MT       | ENERGISA MT           | Energisa Mato Grosso – Distribuidora de Energia S/A        | Privado             |
| CENTRO OESTE | MS       | ENERGISA MS           | Energisa Mato Grosso do Sul – Distribuidora de Energia S/A | Privado             |
| CENTRO OESTE | DF       | CEB-D                 | CEB Distribuição S/A                                       | Privado             |
| NORTE        | AM       | AMAZONAS ENERGIA      | Amazonas Energia S/A                                       | Privado             |
| NORTE        | RR       | RORAIMA ENERGIA       | Roraima Energia S/A                                        | Privado             |
| NORTE        | AP       | EQUATORIAL ENERGIA AP | Companhia de Eletricidade do Amapá                         | Privado             |
| NORTE        | PA       | EQUATORIAL ENERGIA PA | Equatorial Energia Pará                                    | Privado             |
| NORTE        | TO       | ENERGISA TO           | Energisa Tocantins – Distribuidora de Energia S/A          | Privado             |
| NORTE        | RO       | ENERGISA RO           | Energisa Rondônia – Distribuidora de Energia S/A           | Privado             |
| NORTE        | AC       | ENERGISA AC           | Energisa Acre – Distribuidora de Energia S/A               | Privado             |
| NORDESTE     | MA       | EQUATORIAL ENERGIA MA | Equatorial Energia Maranhão                                | Privado             |
| NORDESTE     | PI       | EQUATORIAL ENERGIA PI | Equatorial Energia Piauí                                   | Privado             |
| NORDESTE     | CE       | ENEL CE               | Enel Distribuição Ceará                                    | Privado             |
| NORDESTE     | RN       | COSERN                | Companhia Energética do Rio Grande do Norte                | Privado             |
| NORDESTE     | PE       | CELPE                 | Companhia Energética de Pernambuco                         | Privado             |
| NORDESTE     | PB       | ENERGISA PB           | Energisa Paraíba – Distribuidora de Energia S/A            | Privado             |
| NORDESTE     | SE       | ENERGISA SE           | Energisa Sergipe – Distribuidora de Energia S/A            | Privado             |
| NORDESTE     | SE/BA    | SULGIPE               | Companhia Sul Sergipana de Eletricidade                    | Privado             |
| NORDESTE     | AL       | EQUATORIAL AL         | Equatorial Energia Alagoas                                 | Privado             |
| NORDESTE     | BA       | COELBA                | Companhia de Eletricidade do Estado da Bahia               | Privado             |
| SUDESTE      | SP       | CPFL PAULISTA         | Companhia Paulista de Força e Luz                          | Privado             |
| SUDESTE      | SP       | CPFL PIRATININGA      | Companhia Piratininga de Força e Luz                       | Privado             |
| SUDESTE      | SP/PR    | CPFL SANTA CRUZ       | Companhia Luz e Força Santa Cruz                           | Privado             |
| SUDESTE      | SP       | EDP SP                | EDP São Paulo – Distribuição de Energia Elétrica S/A       | Privado             |
| SUDESTE      | SP/MS    | ELEKTRO               | Elektro Eletricidade e Serviços S/A                        | Privado             |
| SUDESTE      | SP       | ENEL-SP               | Metropolitana Eletricidade de São Paulo S/A                | Privado             |
| SUDESTE      | SP/MG/PR | ENERGISA SS           | Energisa Sul-Sudeste – Distribuidora de Energia S/A        | Privado             |
| SUDESTE      | MG/RJ    | ENERGISA MR           | Energisa Minas Rio – Distribuidora de Energia S/A          | Privado             |
| SUDESTE      | MG       | DME-D                 | DME Distribuição S/A                                       | Público (Municipal) |
| SUDESTE      | MG       | CEMIG-D               | Companhia Energética de Minas Gerais S/A                   | Público (Estadual)  |
| SUDESTE      | ES       | EDP ES                | EDP Espirito Santo – Distribuição de de Energia S/A        | Privado             |
| SUDESTE      | ES       | SANTA MARIA           | Empresa Luz e Força Santa Maria S/A                        | Privado             |
| SUDESTE      | RJ       | LIGHT                 | Light Serviços de Eletricidade S/A                         | Privado             |
| SUDESTE      | RJ       | ENEL RJ               | Enel Distribuição Rio                                      | Privado             |
| SUL          | PR       | COPEL-DIS             | Copel Distribuição S/A                                     | Privada             |
| SUL          | PR       | COCEL                 | Companhia Campolarguense de Energia                        | Público (Municipal) |
| SUL          | PR       | FORCEL                | Força e Luz Coronel Vivida Ltda                            | Privado             |
| SUL          | SC       | CELESC-D              | Centrais Elétricas de Santa Catarina S/A                   | Público (Estadual)  |
| SUL          | SC       | EFLUL                 | Empresa Força e Luz de Urussanga Ltda                      | Privado             |
| SUL          | SC       | JOÃO CESA             | Empresa Força e Luz João Cesa Ltda                         | Privado             |
| SUL          | SC       | DCELT Energia         | Distribuidora Catarinense de Energia Elétrica              | Privado             |
| SUL          | SC       | ALIANÇA               | Cooperativa Aliança Ltda                                   | Privado             |
| SUL          | RS       | CEEE-D                | Companhia Estadual de Distribuição de Energia Elétrica     | Privado             |
| SUL          | RS       | RGE                   | Rio Grande Energia S/A                                     | Privado             |
| SUL          | RS       | DEMEI                 | Departamento Municipal de Energia de Ijuí                  | Público (Municipal) |
| SUL          | RS       | ELETROCAR             | Centrais Elétricas de Carazinho S/A - ELETROCAR            | Público (Municipal) |
| SUL          | RS       | HIDROPAN              | Hidroelétrica Panambi S/A                                  | Privado             |
| SUL          | RS       | MUXFELDT              | Muxfeldt, Marin & Cia Ltda                                 | Privado             |
| SUL          | RS       | UENPAL                | Usina Hidroelétrica Nova Palma Ltda                        | Privado             |